# جرالد مرلین
جرالد مرلین (انگلیسی: Gerald Merlin; ۳ اوت ۱۸۸۴ – ۷ آوریل ۱۹۴۵) ورزشکار ورزش تیراندازی اهل بریتانیا بود.
وی در مسابقات کشوری و بین‌المللی در مجموع برندهٔ ۱ مدال طلا، ۱ مدال برنز شده‌است.